# The Shinee World
The Shinee World (рус. «Мир Шайни»; стилизуется The SHINee WORLD) — первый студийный альбом южнокорейского бой-бэнда SHINee. Был выпущен 28 августа 2008 года SM Entertainment. В альбом вошли ведущий сингл «Love Like Oxygen», одноимённый промосингл «The Shinee World (Doo-Bop)» и их предыдущий сингл «Replay», который был ведущим синглом с их мини-альбома Replay.

## Переиздание
29 октября 2008 года альбом был переиздан под названием Amigo с тремя дополнительными треками: одноимённый заглавный трек, корейская обложка Cinema Bizarre «Forever or Never» и подключенная версия «Love Should Go On». Помимо значения «друг» в испанском языке, «Amigo» (кор. 아.미.고; ром: a.mi.go) является сокращённой версией корейской фразы «Вы будете страдать, если влюбитесь в красавицу» (кор. 아름다운 미녀를 좋아하면 고생한다; ром: areumdaun minyeoreul joahamyeon gosaenghanda. «Amigo» был также поставлен Мишей Габриэлем, американским танцором, хореографом и актёром.

## Коммерческий успех
С «Love Like Oxygen» группа заняла первое место на M!Countdown 18 сентября 2008 года, который принес им их первую победу на корейских музыкальных шоу после дебюта. Сингл также возглавил несколько корейских музыкальных чартов и получил положительные отзывы.
Альбом был коммерчески успешным в Южной Корее, он дебютировал под номером 3 в ежемесячном музыкальном чарте MIAK, продав 30 000 копий. С момента выпуска Shinee World было продано более 80 000 экземпляров. Альбом был награждён «Альбом года новичков» на 23-й премии Golden Disk Awards в 2008 году.

## Список композиций

### The Shinee world
| Название альбома | Трек-лист |
| ---------------- | --- |
| The SHINee World | - 01. The SHINee World (doo-bop) - 02. 사랑의 길 (Love’s Way) - 03. 산소 같은 너 (You’re Like Oxygen) - 04. 너 아니면 안되는 걸 (ROMANTIC) - 05. 그녀가 헤어졌다 (One for Me) - 06. 화장을 하고 (Graze) - 07. 마지막 선물 (Last Gift) (In my room-Prelude) - 08. 내 곁에만 있어 (Best Place) - 09. 혜야 (Y Si Fuera Ella) 종현 솔로곡 - 10. 눈을 감아보면 (Four Seasons) - 11. In My Room (Unplugged Remix) - 12. 누난 너무 예뻐 (Replay) |
| 아.미.고(AMIGO)  | Дополнительные треки: - 01. 아.미.고(Amigo ; 아름다운 미녀를 좋아하면 고생한다) - 02. Forever or Never - 03. 사.계.한 (Plugged by DJ_Oneshot) |